# Polyfonie
Polyfonie (česky vícehlas) skladbu vytvářejí dva, tři, čtyři i více samostatných hlasů. Žádný z nich přitom není vedoucí, žádný doprovázející.

## Odvozené termíny

### Polyfonní
Polyfonní je přívlastek označující
- charakteristiku hudební kompozice s více, různě vedenými hlasy. Opakem polyfonie je homofonie. Polyfonie se vyvinula v evropské vokální hudbě pozdního středověku, avšak svého vrcholu dosáhla postupně 16. stoletím počínaje. Přenos techniky polyfonie do instrumentální tvorby znamenal vznik nových forem (např. fuga).
- schopnost některých hudebních nástrojů, např. syntezátorů nebo většiny klávesových nástrojů hrát současně mnoho tónů (mnohohlasé nástroje).

### Polyfon
Polyfon je označení pro různé hrací mechanické přístroje – automatofony, které přehrávají hudbu zaznamenanou na válcích, discích nebo pásech pomocí děr, výstupků, kolíčků nebo hřebíčků. Tyto hrací stroje byly později nahrazeny gramofony, magnetofony a dalšími záznamovými a reprodukčními přístroji.

## Stylové rysy polyfonie 15.století
Ve slohové syntéze na počátku patnáctého století se prolnuly a spojily tři zásadní faktory:
- staletá tradice hlavních zásad francouzského kontrapunktu a osvědčených forem motete a kantilénové písně;
- překvapivá harmoničnost anglické vokální hudby, která na počátku 15. století okouzlila kontinent natolik, že i básníci opěvovali „svěží konsonance“ (tercie, sexty a plné trojzvuky);
- výrazná melodičnost italské hudby trecenta, která se při svém formování instinktivně orientovala na opěrné body durové a mollové tóniny – na první a pátý stupeň a na citlivý tón na 7. stupni.

Uplatnění a rozvíjení těchto podnětů mělo za následek radikální rozchod se slohem středověké polyfonie a vytvoření základny pro nový hudební sloh, jehož další vývoj probíhal v nastoupeném směru vlastně až do 20. století. Nový sloh se formoval na dvou hlavních zásadách.
Ve francouzské polyfonii 13.–14. století byla silně v popředí problematika rytmu a metriky; tyto složky často předem programovaly polyfonní celek a jeho formu (izorytmické moteto). Nizozemská polyfonie se soustředila na melodii a na kompoziční práci s melodickou složkou. Postupně se prosadil zpěvný, kantabilní typ melodiky proměnlivě se rozvíjející variačním rozpřádáním nejprve drobných motivů, později i variačním zpracováním zcela určitých témat.
Středověká teorie vícehlasu dospěla k zásadnímu harmonickému pravidlu: na určitém místě vícehlasé věty musí být konsonance, zatímco na ostatních místech věty jsou přípustné disonance. Praxe byla ve skutečnosti většinou libozvučnější, než by odpovídalo teorii. Avšak teprve renesanční polyfonie tuto zásadu obrátila: vícehlasá věta má postupovat ve stálých konsonancích, pouze na určitém místě může být připravená a sestupně rozvedená disonance.

## Polyfonie v českých zemích
Hlavní rozvoj tohoto druhu hudby v českých zemích začal až v 2. polovině 15. století a ve století 16. Mezi nejvýznamnější jednotlivé představitele patřili Kryštof Harant z Polžic a Bezdružic a Jan Campanus Vodňanský. Mezi nejvýznamnější kapely patřila šlechtická kapela na dvoře Rudolfa II.